# Unicodeblock Dives Akuru
Der Unicodeblock Dives Akuru (U+11900 bis U+1195F) enthält die Zeichen der Dives-Akuru-Schrift, die Schrift der auf den Malediven gesprochenen Dhivehi-Sprache.

## Liste
| Unicodenummer   | Zeichen (400 %) | Kategorie                               | Bidirektionale Klasse       | Offizielle Bezeichnung          | Beschreibung                                    |
| --------------- | --------------- | --------------------------------------- | --------------------------- | ------------------------------- | ----------------------------------------------- |
| U+11900 (71936) | 𑤀               | anderer Buchstabe, Silbe oder Ideogramm | links nach rechts           | DIVES AKURU LETTER A            | Dives-Akuru-Buchstabe A                         |
| U+11901 (71937) | 𑤁               | anderer Buchstabe, Silbe oder Ideogramm | links nach rechts           | DIVES AKURU LETTER AA           | Dives-Akuru-Buchstabe Aa                        |
| U+11902 (71938) | 𑤂               | anderer Buchstabe, Silbe oder Ideogramm | links nach rechts           | DIVES AKURU LETTER I            | Dives-Akuru-Buchstabe I                         |
| U+11903 (71939) | 𑤃               | anderer Buchstabe, Silbe oder Ideogramm | links nach rechts           | DIVES AKURU LETTER II           | Dives-Akuru-Buchstabe Ii                        |
| U+11904 (71940) | 𑤄               | anderer Buchstabe, Silbe oder Ideogramm | links nach rechts           | DIVES AKURU LETTER U            | Dives-Akuru-Buchstabe U                         |
| U+11905 (71941) | 𑤅               | anderer Buchstabe, Silbe oder Ideogramm | links nach rechts           | DIVES AKURU LETTER UU           | Dives-Akuru-Buchstabe Uu                        |
| U+11906 (71942) | 𑤆               | anderer Buchstabe, Silbe oder Ideogramm | links nach rechts           | DIVES AKURU LETTER E            | Dives-Akuru-Buchstabe E                         |
| U+11909 (71945) | 𑤉               | anderer Buchstabe, Silbe oder Ideogramm | links nach rechts           | DIVES AKURU LETTER O            | Dives-Akuru-Buchstabe O                         |
| U+1190C (71948) | 𑤌               | anderer Buchstabe, Silbe oder Ideogramm | links nach rechts           | DIVES AKURU LETTER KA           | Dives-Akuru-Buchstabe Ka                        |
| U+1190D (71949) | 𑤍               | anderer Buchstabe, Silbe oder Ideogramm | links nach rechts           | DIVES AKURU LETTER KHA          | Dives-Akuru-Buchstabe Kha                       |
| U+1190E (71950) | 𑤎               | anderer Buchstabe, Silbe oder Ideogramm | links nach rechts           | DIVES AKURU LETTER GA           | Dives-Akuru-Buchstabe Ga                        |
| U+1190F (71951) | 𑤏               | anderer Buchstabe, Silbe oder Ideogramm | links nach rechts           | DIVES AKURU LETTER GHA          | Dives-Akuru-Buchstabe Gha                       |
| U+11910 (71952) | 𑤐               | anderer Buchstabe, Silbe oder Ideogramm | links nach rechts           | DIVES AKURU LETTER NGA          | Dives-Akuru-Buchstabe Nga                       |
| U+11911 (71953) | 𑤑               | anderer Buchstabe, Silbe oder Ideogramm | links nach rechts           | DIVES AKURU LETTER CA           | Dives-Akuru-Buchstabe Ca                        |
| U+11912 (71954) | 𑤒               | anderer Buchstabe, Silbe oder Ideogramm | links nach rechts           | DIVES AKURU LETTER CHA          | Dives-Akuru-Buchstabe Cha                       |
| U+11913 (71955) | 𑤓               | anderer Buchstabe, Silbe oder Ideogramm | links nach rechts           | DIVES AKURU LETTER JA           | Dives-Akuru-Buchstabe Ja                        |
| U+11915 (71957) | 𑤕               | anderer Buchstabe, Silbe oder Ideogramm | links nach rechts           | DIVES AKURU LETTER NYA          | Dives-Akuru-Buchstabe Nya                       |
| U+11916 (71958) | 𑤖               | anderer Buchstabe, Silbe oder Ideogramm | links nach rechts           | DIVES AKURU LETTER TTA          | Dives-Akuru-Buchstabe Tta                       |
| U+11918 (71960) | 𑤘               | anderer Buchstabe, Silbe oder Ideogramm | links nach rechts           | DIVES AKURU LETTER DDA          | Dives-Akuru-Buchstabe Dda                       |
| U+11919 (71961) | 𑤙               | anderer Buchstabe, Silbe oder Ideogramm | links nach rechts           | DIVES AKURU LETTER DDHA         | Dives-Akuru-Buchstabe Ddha                      |
| U+1191A (71962) | 𑤚               | anderer Buchstabe, Silbe oder Ideogramm | links nach rechts           | DIVES AKURU LETTER NNA          | Dives-Akuru-Buchstabe Nna                       |
| U+1191B (71963) | 𑤛               | anderer Buchstabe, Silbe oder Ideogramm | links nach rechts           | DIVES AKURU LETTER TA           | Dives-Akuru-Buchstabe Ta                        |
| U+1191C (71964) | 𑤜               | anderer Buchstabe, Silbe oder Ideogramm | links nach rechts           | DIVES AKURU LETTER THA          | Dives-Akuru-Buchstabe Tha                       |
| U+1191D (71965) | 𑤝               | anderer Buchstabe, Silbe oder Ideogramm | links nach rechts           | DIVES AKURU LETTER DA           | Dives-Akuru-Buchstabe Da                        |
| U+1191E (71966) | 𑤞               | anderer Buchstabe, Silbe oder Ideogramm | links nach rechts           | DIVES AKURU LETTER DHA          | Dives-Akuru-Buchstabe Dha                       |
| U+1191F (71967) | 𑤟               | anderer Buchstabe, Silbe oder Ideogramm | links nach rechts           | DIVES AKURU LETTER NA           | Dives-Akuru-Buchstabe Na                        |
| U+11920 (71968) | 𑤠               | anderer Buchstabe, Silbe oder Ideogramm | links nach rechts           | DIVES AKURU LETTER PA           | Dives-Akuru-Buchstabe Pa                        |
| U+11921 (71969) | 𑤡               | anderer Buchstabe, Silbe oder Ideogramm | links nach rechts           | DIVES AKURU LETTER PHA          | Dives-Akuru-Buchstabe Pha                       |
| U+11922 (71970) | 𑤢               | anderer Buchstabe, Silbe oder Ideogramm | links nach rechts           | DIVES AKURU LETTER BA           | Dives-Akuru-Buchstabe Ba                        |
| U+11923 (71971) | 𑤣               | anderer Buchstabe, Silbe oder Ideogramm | links nach rechts           | DIVES AKURU LETTER BHA          | Dives-Akuru-Buchstabe Bha                       |
| U+11924 (71972) | 𑤤               | anderer Buchstabe, Silbe oder Ideogramm | links nach rechts           | DIVES AKURU LETTER MA           | Dives-Akuru-Buchstabe Ma                        |
| U+11925 (71973) | 𑤥               | anderer Buchstabe, Silbe oder Ideogramm | links nach rechts           | DIVES AKURU LETTER YA           | Dives-Akuru-Buchstabe Ya                        |
| U+11926 (71974) | 𑤦               | anderer Buchstabe, Silbe oder Ideogramm | links nach rechts           | DIVES AKURU LETTER YYA          | Dives-Akuru-Buchstabe Yya                       |
| U+11927 (71975) | 𑤧               | anderer Buchstabe, Silbe oder Ideogramm | links nach rechts           | DIVES AKURU LETTER RA           | Dives-Akuru-Buchstabe Ra                        |
| U+11928 (71976) | 𑤨               | anderer Buchstabe, Silbe oder Ideogramm | links nach rechts           | DIVES AKURU LETTER LA           | Dives-Akuru-Buchstabe La                        |
| U+11929 (71977) | 𑤩               | anderer Buchstabe, Silbe oder Ideogramm | links nach rechts           | DIVES AKURU LETTER VA           | Dives-Akuru-Buchstabe Va                        |
| U+1192A (71978) | 𑤪               | anderer Buchstabe, Silbe oder Ideogramm | links nach rechts           | DIVES AKURU LETTER SHA          | Dives-Akuru-Buchstabe Sha                       |
| U+1192B (71979) | 𑤫               | anderer Buchstabe, Silbe oder Ideogramm | links nach rechts           | DIVES AKURU LETTER SSA          | Dives-Akuru-Buchstabe Ssa                       |
| U+1192C (71980) | 𑤬               | anderer Buchstabe, Silbe oder Ideogramm | links nach rechts           | DIVES AKURU LETTER SA           | Dives-Akuru-Buchstabe Sa                        |
| U+1192D (71981) | 𑤭               | anderer Buchstabe, Silbe oder Ideogramm | links nach rechts           | DIVES AKURU LETTER HA           | Dives-Akuru-Buchstabe Ha                        |
| U+1192E (71982) | 𑤮               | anderer Buchstabe, Silbe oder Ideogramm | links nach rechts           | DIVES AKURU LETTER LLA          | Dives-Akuru-Buchstabe Lla                       |
| U+1192F (71983) | 𑤯               | anderer Buchstabe, Silbe oder Ideogramm | links nach rechts           | DIVES AKURU LETTER ZA           | Dives-Akuru-Buchstabe Za                        |
| U+11930 (71984) | 𑤰                | Markierung mit Extrabreite              | links nach rechts           | DIVES AKURU VOWEL SIGN AA       | Dives-Akuru-Vokalzeichen Aa                     |
| U+11931 (71985) | 𑤱                | Markierung mit Extrabreite              | links nach rechts           | DIVES AKURU VOWEL SIGN I        | Dives-Akuru-Vokalzeichen I                      |
| U+11932 (71986) | 𑤲                | Markierung mit Extrabreite              | links nach rechts           | DIVES AKURU VOWEL SIGN II       | Dives-Akuru-Vokalzeichen Ii                     |
| U+11933 (71987) | 𑤳                | Markierung mit Extrabreite              | links nach rechts           | DIVES AKURU VOWEL SIGN U        | Dives-Akuru-Vokalzeichen U                      |
| U+11934 (71988) | 𑤴                | Markierung mit Extrabreite              | links nach rechts           | DIVES AKURU VOWEL SIGN UU       | Dives-Akuru-Vokalzeichen Uu                     |
| U+11935 (71989) | 𑤵                | Markierung mit Extrabreite              | links nach rechts           | DIVES AKURU VOWEL SIGN E        | Dives-Akuru-Vokalzeichen E                      |
| U+11937 (71991) | 𑤷                | Markierung mit Extrabreite              | links nach rechts           | DIVES AKURU VOWEL SIGN AI       | Dives-Akuru-Vokalzeichen Ai                     |
| U+11938 (71992) | 𑤸                | Markierung mit Extrabreite              | links nach rechts           | DIVES AKURU VOWEL SIGN O        | Dives-Akuru-Vokalzeichen O                      |
| U+1193B (71995) | 𑤻                | Markierung ohne Extrabreite             | Markierung ohne Extrabreite | DIVES AKURU SIGN ANUSVARA       | Dives-Akuru-Zeichen Anusvara                    |
| U+1193C (71996) | 𑤼                | Markierung ohne Extrabreite             | Markierung ohne Extrabreite | DIVES AKURU SIGN CANDRABINDU    | Dives-Akuru-Zeichen Chandrabindu                |
| U+1193D (71997) | 𑤽                | Markierung mit Extrabreite              | links nach rechts           | DIVES AKURU SIGN HALANTA        | Dives-Akuru-Zeichen Halanta                     |
| U+1193E (71998) | 𑤾                | Markierung ohne Extrabreite             | Markierung ohne Extrabreite | DIVES AKURU VIRAMA              | Dives-Akuru-Virama                              |
| U+1193F (71999) | 𑤿               | anderer Buchstabe, Silbe oder Ideogramm | links nach rechts           | DIVES AKURU PREFIXED NASAL SIGN | Vorgestelltes Dives-Akuru-Nasalisierungszeichen |
| U+11940 (72000) | 𑥀                | Markierung mit Extrabreite              | links nach rechts           | DIVES AKURU MEDIAL YA           | Mediales Dives-Akuru-Ya                         |
| U+11941 (72001) | 𑥁               | anderer Buchstabe, Silbe oder Ideogramm | links nach rechts           | DIVES AKURU INITIAL RA          | Initiales Dives-Akuru-Ra                        |
| U+11942 (72002) | 𑥂                | Markierung mit Extrabreite              | links nach rechts           | DIVES AKURU MEDIAL RA           | Mediales Dives-Akuru-Ra                         |
| U+11943 (72003) | 𑥃                | Markierung ohne Extrabreite             | Markierung ohne Extrabreite | DIVES AKURU SIGN NUKTA          | Dives-Akuru-Zeichen Nukta                       |
| U+11944 (72004) | 𑥄               | andere Interpunktion                    | links nach rechts           | DIVES AKURU DOUBLE DANDA        | Dives-Akuru-Doppeldanda                         |
| U+11945 (72005) | 𑥅               | andere Interpunktion                    | links nach rechts           | DIVES AKURU GAP FILLER          | Dives-Akuru-Lückenfüller                        |
| U+11946 (72006) | 𑥆               | andere Interpunktion                    | links nach rechts           | DIVES AKURU END OF TEXT MARK    | Dives-Akuru-Textabschlusszeichen                |
| U+11950 (72016) | 𑥐               | Dezimalziffer                           | links nach rechts           | DIVES AKURU DIGIT ZERO          | Dives-Akuru-Ziffer Null                         |
| U+11951 (72017) | 𑥑               | Dezimalziffer                           | links nach rechts           | DIVES AKURU DIGIT ONE           | Dives-Akuru-Ziffer Eins                         |
| U+11952 (72018) | 𑥒               | Dezimalziffer                           | links nach rechts           | DIVES AKURU DIGIT TWO           | Dives-Akuru-Ziffer Zwei                         |
| U+11953 (72019) | 𑥓               | Dezimalziffer                           | links nach rechts           | DIVES AKURU DIGIT THREE         | Dives-Akuru-Ziffer Drei                         |
| U+11954 (72020) | 𑥔               | Dezimalziffer                           | links nach rechts           | DIVES AKURU DIGIT FOUR          | Dives-Akuru-Ziffer Vier                         |
| U+11955 (72021) | 𑥕               | Dezimalziffer                           | links nach rechts           | DIVES AKURU DIGIT FIVE          | Dives-Akuru-Ziffer Fünf                         |
| U+11956 (72022) | 𑥖               | Dezimalziffer                           | links nach rechts           | DIVES AKURU DIGIT SIX           | Dives-Akuru-Ziffer Sechs                        |
| U+11957 (72023) | 𑥗               | Dezimalziffer                           | links nach rechts           | DIVES AKURU DIGIT SEVEN         | Dives-Akuru-Ziffer Sieben                       |
| U+11958 (72024) | 𑥘               | Dezimalziffer                           | links nach rechts           | DIVES AKURU DIGIT EIGHT         | Dives-Akuru-Ziffer Acht                         |
| U+11959 (72025) | 𑥙               | Dezimalziffer                           | links nach rechts           | DIVES AKURU DIGIT NINE          | Dives-Akuru-Ziffer Neun                         |